# Благородний орден Зоряного хреста
Благородний дамський орден Зоряного хреста (нім. Hochadeliger Frauenzimmer-Sternkreuzorden) ― австрійський католицький дамський орден, заснований у 1668 році. Існує по теперішній час.

## Історія
За легендою, династія Габсбургів володіла шматочком справжнього хреста, на якому був розп’ятий Ісус. Хоча довести цю справжність неможливо, святиню було встановлено в золото і її носили принаймні два імператори Священної Римської імперії ― Максиміліан II та Фердинанд III. Останній дружині Фердинанда III, імператриці Елеонорі, реліквію передав її пасинок, імператор Леопольд I, після смерті Фердинанда в 1657 році. Після пожежі в імператорському маєтку в Гофбурзі 2 лютого 1668 р. реліквія залишилася в ідеальному стані. Через кілька днів, на подив усіх, цей шматочок справжнього хреста був знайдений посередині завалів, ідеально зберігся, хоча коробка, в якій він знаходився, була повністю знищена вогнем. Вважаючи це справжнім дивом, імператриця Елеонора Ґонзаґа заснувала Орден на честь того, що реліквія пережила вогонь. 
Заснований 18 вересня 1668 року імператрицею Елеонорою, третьою дружиною імператора Священної Римської імперії Фердинанда III. 
28 липня 1668 р. Папа Климент IX. схвалив булою створення ордена Зоряного хреста і віддав його під керівництво віденському єпископу. 9 вересня того ж року імператор Леопольд І видав патентні листи про визнання ордену.
В орден могли вступати лише шляхетні дами, в тому числі «принцеси, графині та інша вища знать». Їм доводилося доводи певну кількість дворян по батьківській та материнській лінії. Це могли бути різні цифри в різних частинах імперії Габсбургів, наприклад, 8 предків по батьківській та 4 по материнській лініях. Ще однією умовою було, щоб чоловік майбутньої членкині був камергером. Вступивши, членкині мали «присвятити себе служінню і поклонінню Святому Хресту і вести доброчесне життя, здійснюючи релігію та милосердні справи». Орден очолювала найвища покровителька (нім. Oberste Schutzfrau), яка, як правило, була імператрицею, рідше ерцгерцогинею. Офіцерами ордену були допоміжні дами та радники.
Орден проводив святкування двічі на рік, тоді ж приймали нових членів. Свято винаходу Хреста відбулося 3 травня, а Воздвиження 14 вересня. 6 лютого вшанували пам’ять засновника та загиблих членів Церкви. 
У 1881 році імператриця дарувала кільком знатним дамам королівського бельгійського двору Зоряний хрест після заручин ерцгерцога Рудольфа.
Орден був відновлений Елеонорою Нойбурзькою та піднесений до статусу найвищого шляхетського ордену жінок. Спочатку це була молитовна спільнота. Пізніше релігійні мотиви були відтіснені аристократичними. Вступ до ордена «Зоряний хрест» для знатних жінок відповідав почесному званню камергера для чоловіків.

## Жінки-покровительки
- Елеонора Ґонзаґа-Невер (1630–1686);
- Елеонора Нойбурзька (1686–1705);
- Вільгельміна Брауншвейг-Люнебурзька (1705–1711);
- Єлизавета Христина Брауншвейг-Вольфенбюттельська (1711–1740);
- Марія-Терезія (1740–1780);
- Марія Луїза Іспанська (1780–1792);
- Марія Тереза Бурбон-Неаполітанська (1792–1807);
- Марія Людовіка Моденська (1807–1816);
- Кароліна Августа Баварська (1816–1835);
- Марія Анна Савойська (1835–1848);
- Софія Баварська (1848–1854);
- Єлизавета Баварська (1854–1898);
- Ґізела Австрійська (1898–1916);
- Марія Йозефа Саксонська (1898–1916);
- Зіта Бурбон-Пармська (1916–1951);
- Регіна Саксен-Мейнінген (1951–2010);
- Габріела фон Габсбурґ (з 2010 по теперішній час).

## Дизайн медалі Ордену
Оздоблення, яке змінювали чотири рази, тепер складається з імператорського орла з восьмикутним червоним хрестом поверх блакитного. Біла емалева стрічка з девізом: лат. Salus et gloria («Благо і слава») тягнеться вздовж верхнього краю медалеподібної рами. Медаль носять на чорній стрічці, на лівому боці грудей.